# Kalle Palander

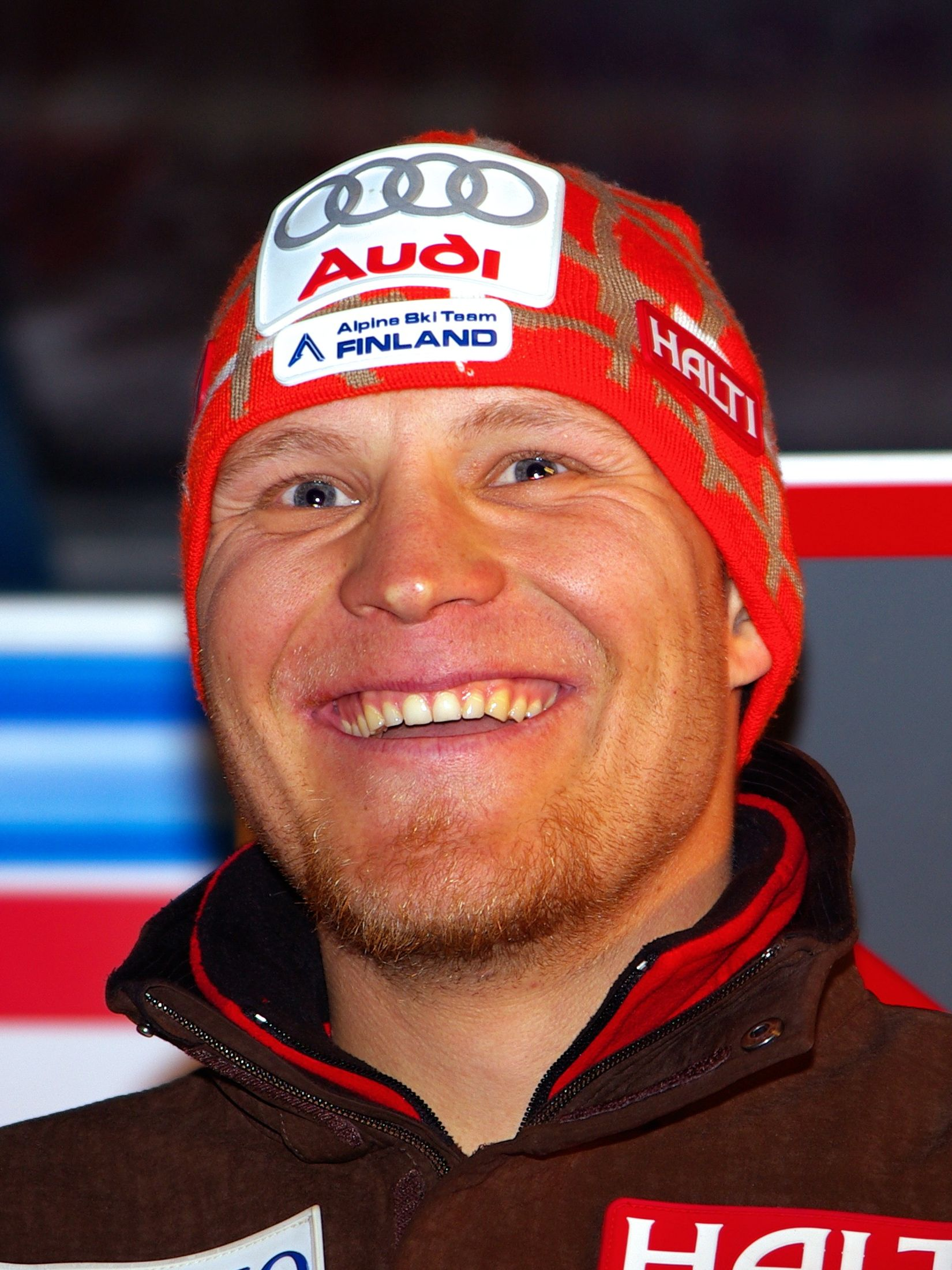
Kalle Palander

Kalle Palander (Tornio, 2 mei 1977) is een Finse voormalige alpineskiër. Zijn specialiteit was de slalom.

## Carrière
Bij het begin van het Wereldbekerseizoen 2006-2007 had hij 12 overwinningen in wereldbekerwedstrijden geboekt, waarvan 10 op de slalom.
In het seizoen 2002/2003 behaalde hij de eindoverwinning in de Wereldbeker slalom. Op de wereldkampioenschappen alpineskiën 1999 in Vail (Colorado), behaalde hij een gouden medaille op de slalom.
Op 20 september 2012 kondigde Pallander zijn afscheid aan.

## Overwinningen in deWereldbeker Alpineskiën
| Datum            | Plaats           | Land        | Discipline   |
| ---------------- | ---------------- | ----------- | ------------ |
| 26 januari 2003  | Kitzbühel        | Oostenrijk  | Slalom       |
| 28 januari 2003  | Schladming       | Oostenrijk  | Slalom       |
| 2 maart 2003     | Yongpyong        | Zuid-Korea  | Slalom       |
| 8 maart 2003     | Shigakogen       | Japan       | Slalom       |
| 23 november 2003 | Park City (Utah) | USA         | Slalom       |
| 14 december 2003 | Alta Badia       | Italië      | Reuzenslalom |
| 4 januari 2004   | Flachau          | Oostenrijk  | Slalom       |
| 24 januari 2004  | Kitzbühel        | Oostenrijk  | Slalom       |
| 7 februari 2004  | Adelboden        | Zwitserland | Reuzenslalom |
| 14 maart 2004    | Sestriere        | Italië      | Slalom       |
| 24 januari 2006  | Schladming       | Oostenrijk  | Slalom       |
| 11 maart 2006    | Schigakogen      | Japan       | Slalom       |